# Fall Guys (trilha sonora)
Fall Guys (Original Soundtrack) é a trilha sonora do jogo eletrônico Fall Guys. Foi composta por Jukio Kallio e Daniel Hagström e lançada de forma independente em 31 de julho de 2020. Kallio foi contatado pela primeira vez pela Mediatonic e pela Devolver que são, respectivamente, a desenvolvedora e a publicadora de Fall Guys. Ele já era um conhecido compositor de jogos indie, e se encarregou da composições e da direção geral dos sons, enquanto Hagström ficou responsável pela produção, detalhes, mixagem e masterização.
Em geral, a trilha sonora de Fall Guys foi bem recebida pelos críticos. Ethan Gach, da Kotaku, declarou que o álbum é cativante, acrescentando sobre o tema principal que "eu não consigo tirar [ele] da minha cabeça". Em sua análise do jogo para a IGN, Simon Cardy afirmou que a trilha sonora é uma "tuneladora de cérebro". Alessandro Barbosa, revisando o jogo para a GameSpot, escreveu que a trilha sonora é "elétrica (e fantástica)", acrescentando no final de sua análise que é "extremamente boa", criando uma "atmosfera convidativa".

## Listagem de faixas
Todas as faixas compostas, produzidas e mixadas por Jukio Kallio e Daniel Hagström. Masterização por Daniel Hagström e Finnvox.
1. Everybody Falls (Fall Guys Theme) — 3:17
2. Fall 'n' Roll — 3:13
3. Survive The Fall — 3:40
4. Fall For The Team — 3:12
5. Final Fall — 3:03
6. Didn't Fall! (You Win) — 1:25